# Vishnu sahasranama

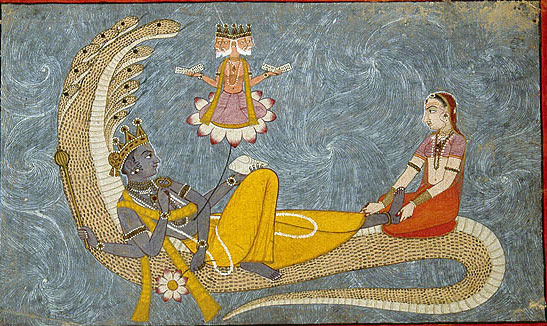
Vishnoe, met zijn vrouw Lakshmi aan zijn voeten rustend op de slang Shesha in de Oceaan van melk terwijl de vierkoppige Brahma uit zijn navel geboren wordt

De Vishnu sahasranama is een hymne waarin de 1008 namen bezongen worden van Vishnoe, een van de belangrijkste vormen van God in het hindoeïsme en voor volgelingen van Vishnoe ook de verpersoonlijking van de Allerhoogste. De letterlijke betekenis is de 1000 namen van Vishnoe.

## Mahabharata
De Vishnu Sahasranama is een van de heiligste en meest gezongen stotra's in het hindoeïsme. De populairste versie ervan is de versie zoals die in de Mahabharata te vinden is. Een andere versie is te vinden in de Padma Purana.
In de Mahabharata (in hoofdstuk 149 van de Anushāsanaparva) worden de namen aan koning Yudhishthira overgeleverd door zijn stervende leraar Bhisma, op het slagveld van Kurukshetra. Koning Yudhishthira vraagt hem dan:
```
In dit Universum, wie is de Ene 
Deva
 (God) boven alles?
 

Wie is de Ene grote toevlucht voor allen?

Wie is de Ene Godheid, door wie een mens het goede bereikt als hij hem prijst en vereert?

Wat is volgens jou de hoogste vorm van 
Dharma
 die bevrijding en voorspoed
 

aan een mens kan schenken?

Wat is het waardoor elk levend wezen bevrijding van de kringloop

van geboorte en dood kan verkrijgen?

(verzen 7 en 8)}
```

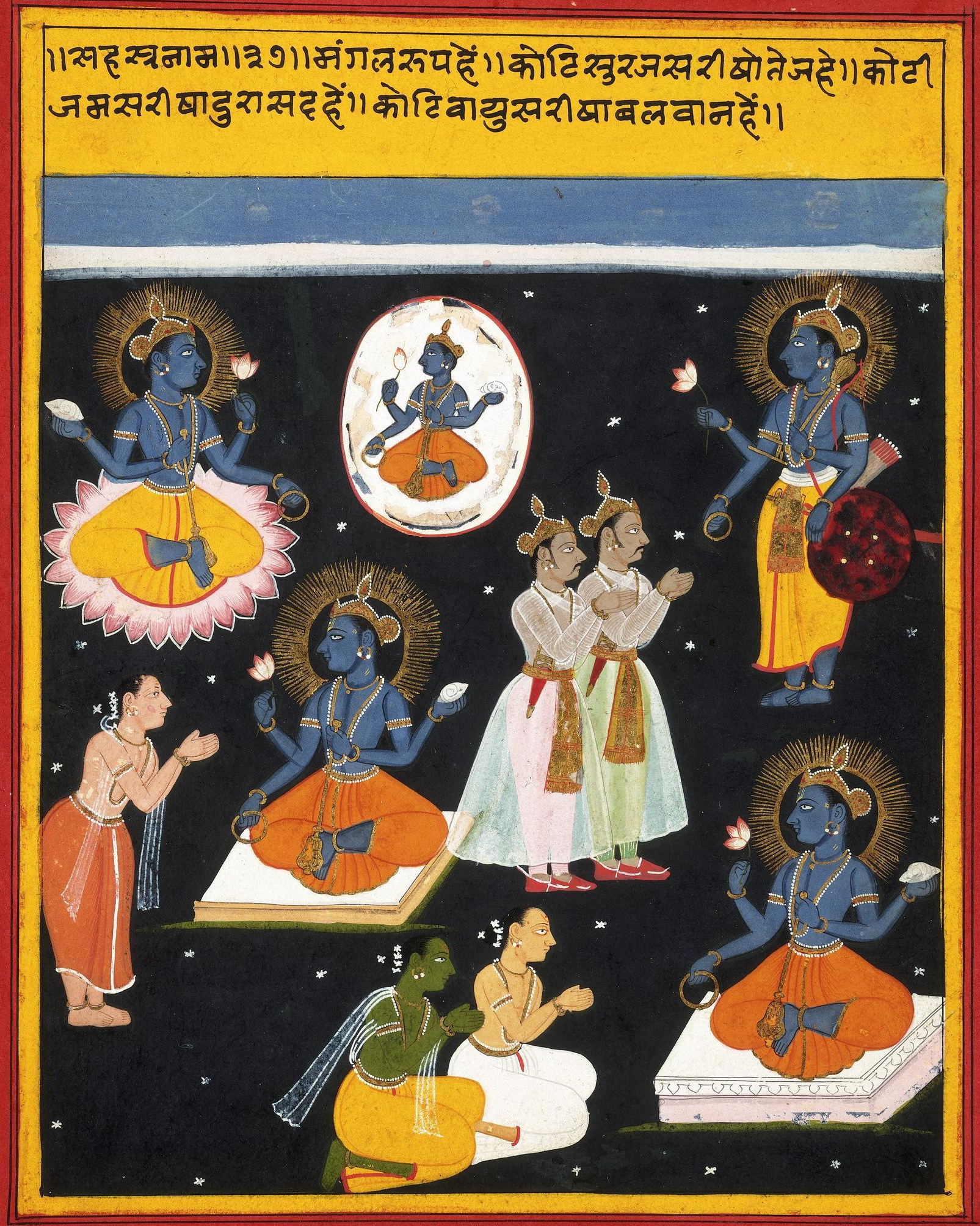
Manuscript van de Vishnu Sahasranama

Bhishma antwoordt hem dat de mens van alle zorgen bevrijd zal worden door de Vishnu Sahasranama te reciteren, de duizend namen van het alles doordringende opperwezen Vishnoe, die de meester is van alle werelden, de grootste onder de deva's, hij die die Eén is met Brahman.

## Vishnoe en Shiva
Nu zijn er sahasranama's (namenrecitaties) voor vele vormen van God, zoals voor Shiva, Ganesha,  Shakti, Vishnoe en vele anderen.  De Vishnu Sahasranama is populair onder vele Hindoes, maar voor vaishnava's (volgelingen van Vishnoe) is het een van de allerbelangrijkste gebeden. Hoewel ook vaishnava's vele goden vereren, ook bijvoorbeeld Shiva en Devi, geloven zij dat het universum uiteindelijk een manifestatie is van Vishnoe, die zij als de persoonlijke, allerhoogste God zien. Volgelingen van Shiva geven deze plaats aan Shiva. 
Van de duizend namen in 'de Sahasranama', zoals deze meestal wordt genoemd, zijn er twee namen die specifiek bij Shiva horen, te weten Rudra en Shiva. Ook de naam Shambho verwijst mogelijk naar Shiva. Daar veel Sanskriet woorden meerdere betekenissen hebben is het heel goed mogelijk dat Vishnoe en Shiva op deze wijze namen delen. Zo betekent bijvoorbeeld de naam 'Shiva' ook wel 'gunstig, voorspoedbrengend', een titel die ook aan Vishnoe wordt toegekend. Adishankara heeft dit geïnterpreteerd als een aanwijzing dat Shiva en Vishnoe in wezen hetzelfde zijn en dat Vishnoe geprezen wordt bij de verering van Shiva. Met name de godheid Harihara wordt dan ook door zowel aanhangers van Vishnoe als van Shiva vereerd als combinatie van beide persoonlijkheden.
Dit sluit aan bij de visie van de Advaita Vedanta, die verklaart dat alles in de schepping een manifestatie is van de Ene alomvattende God.
1. viśvaṃ
2. viṣṇur
3. vaṣaṭkāro
4. bhūtabhavyabhavatprabhuḥ
5. bhūtakṛd
6. bhūtabhṛd
7. bhāvo
8. bhūtātmā
9. bhūtabhāvanaḥ
10. pūtātmā
11. paramātmā
12. muktānāṃ paramā gatiḥ
13. avyayaḥ
14. puruṣaḥ
15. sākṣī
16. kṣetrajño
17. akṣara
18. yogo
19. yogavidāṃ netā
20. pradhānapuruṣeśvaraḥ
21. nārasiṃhavapuḥ
22. śrīmān
23. keśavaḥ
24. puruṣottamaḥ
25. sarvaḥ
26. śarvaḥ
27. śivaḥ
28. sthāṇur
29. bhūtādir
30. nidhir avyayaḥ
31. saṃbhavo
32. bhāvano
33. bhartā
34. prabhavaḥ
35. prabhur
36. īśvaraḥ
37. svayaṃbhūḥ
38. śaṃbhur
39. ādityaḥ
40. puṣkarākṣo
41. mahāsvanaḥ
42. anādinidhano
43. dhātā
44. vidhātā
45. dhātur uttamaḥ
46. aprameyo
47. hṛṣīkeśaḥ
48. padmanābho
49. amaraprabhuḥ
50. viśvakarmā
51. manus
52. tvaṣṭā
53. sthaviṣṭhaḥ
54. sthaviro dhruvaḥ
55. agrāhyaḥ
56. śāśvataḥ
57. kṛṣṇo
58. lohitākṣaḥ
59. pratardanaḥ
60. prabhūtas
61. trikakubdhāma
62. pavitraṃ
63. maṅgalaṃ param
64. īśānaḥ
65. prāṇadaḥ
66. prāṇo
67. jyeṣṭhaḥ
68. śreṣṭhaḥ
69. prajāpatiḥ
70. hiraṇyagarbho
71. bhūgarbho
72. mādhavo
73. madhusūdanaḥ
74. īśvaro
75. vikramī
76. dhanvī
77. medhāvī
78. vikramaḥ
79. kramaḥ
80. anuttamo
81. durādharṣaḥ
82. kṛtajñaḥ
83. kṛtir
84. ātmavān
85. sureśaḥ
86. śaraṇaṃ
87. śarma
88. viśvaretāḥ
89. prajābhavaḥ
90. ahaḥ
91. saṃvatsaro
92. vyālaḥ
93. pratyayaḥ
94. sarvadarśanaḥ
95. ajaḥ
96. sarveśvaraḥ
97. siddhaḥ
98. siddhiḥ
99. sarvādir
100. acyutaḥ
101. vṛṣākapir
102. ameyātmā
103. sarvayogaviniḥsṛtaḥ
104. vasur
105. vasumanāḥ
106. satyaḥ
107. samātmā
108. saṃmitaḥ
109. samaḥ
110. amoghaḥ
111. puṇḍarīkākṣo
112. vṛṣakarmā
113. vṛṣākṛtiḥ
114. rudro
115. bahuśirā
116. babhrur
117. viśvayoniḥ
118. śuciśravāḥ
119. amṛtaḥ
120. śāśvataḥ sthāṇur
121. varāroho
122. mahātapāḥ
123. sarvagaḥ
124. sarvavid bhānur
125. viṣvakseno
126. janārdanaḥ
127. vedo
128. vedavid
129. avyaṅgo
130. vedāṅgo
131. vedavit
132. kaviḥ
133. lokādhyakṣaḥ
134. surādhyakṣo
135. dharmādhyakṣaḥ
136. kṛtākṛtaḥ
137. caturātmā
138. caturvyūhaś
139. caturdaṃṣṭraś
140. caturbhujaḥ
141. bhrājiṣṇur
142. bhojanaṃ
143. bhoktā
144. sahiṣṇur
145. jagadādijaḥ
146. anagho
147. vijayo
148. jetā
149. viśvayoniḥ
150. punarvasuḥ
151. upendro
152. vāmanaḥ
153. prāṃśur
154. amoghaḥ
155. śucir
156. ūrjitaḥ
157. atīndraḥ
158. saṃgrahaḥ
159. sargo
160. dhṛtātmā
161. niyamo
162. yamaḥ
163. vedyo
164. vaidyaḥ
165. sadāyogī
166. vīrahā
167. mādhavo
168. madhuḥ
169. atīndriyo
170. mahāmāyo
171. mahotsāho
172. mahābalaḥ
173. mahābuddhir
174. mahāvīryo
175. mahāśaktir
176. mahādyutiḥ
177. anirdeśyavapuḥ
178. śrīmān
179. ameyātmā
180. mahādridhṛk
181. maheṣvāso
182. mahībhartā
183. śrīnivāsaḥ
184. satāṃ gatiḥ
185. aniruddhaḥ
186. surānando
187. govindo
188. govidāṃ patiḥ
189. marīcir
190. damano
191. haṃsaḥ
192. suparṇo
193. bhujagottamaḥ
194. hiraṇyanābhaḥ
195. sutapāḥ
196. padmanābhaḥ
197. prajāpatiḥ
198. amṛtyuḥ
199. sarvadṛk
200. siṃhaḥ
201. saṃdhātā
202. saṃdhimān
203. sthiraḥ
204. ajo
205. durmarṣaṇaḥ
206. śāstā
207. viśrutātmā
208. surārihā
209. gurur
210. gurutamo
211. dhāma
212. satyaḥ
213. satyaparākramaḥ
214. nimiṣo
215. animiṣaḥ
216. sragvī
217. vācaspatir udāradhīḥ
218. agraṇīr
219. grāmaṇīḥ
220. śrīmān
221. nyāyo
222. netā
223. samīraṇaḥ
224. sahasramūrdhā
225. viśvātmā
226. sahasrākṣaḥ
227. sahasrapāt
228. āvartano
229. nivṛttātmā
230. saṃvṛtaḥ
231. saṃpramardanaḥ
232. ahaḥ saṃvartako
233. vahnir
234. anilo
235. dharaṇīdharaḥ
236. suprasādaḥ
237. prasannātmā
238. viśvadhṛg
239. viśvabhug
240. vibhuḥ
241. satkartā
242. satkṛtaḥ
243. sādhur
244. jahnur
245. nārāyaṇo
246. naraḥ
247. asaṃkhyeyo
248. aprameyātmā
249. viśiṣṭaḥ
250. śiṣṭakṛc
251. chuciḥ
252. siddhārthaḥ
253. siddhasaṃkalpaḥ
254. siddhidaḥ
255. siddhisādhanaḥ
256. vṛṣāhī
257. vṛṣabho
258. viṣṇur
259. vṛṣaparvā
260. vṛṣodaraḥ
261. vardhano
262. vardhamānaś
263. viviktaḥ
264. śrutisāgaraḥ
265. subhujo
266. durdharo
267. vāgmī
268. mahendro
269. vasudo
270. vasuḥ
271. naikarūpo
272. bṛhadrūpaḥ
273. śipiviṣṭaḥ
274. prakāśanaḥ
275. ojas tejo dyutidharaḥ
276. prakāśātmā
277. pratāpanaḥ
278. ṛddhaḥ
279. spaṣṭākṣaro
280. mantraś
281. candrāṃśur
282. bhāskaradyutiḥ
283. amṛtāṃśūdbhavo
284. bhānuḥ
285. śaśabinduḥ
286. sureśvaraḥ
287. auṣadhaṃ
288. jagataḥ setuḥ
289. satyadharmaparākramaḥ
290. bhūtabhavyabhavannāthaḥ
291. pavanaḥ
292. pāvano
293. anilaḥ
294. kāmahā
295. kāmakṛt
296. kāntaḥ
297. kāmaḥ
298. kāmapradaḥ
299. prabhuḥ
300. yugādikṛd
301. yugāvarto
302. naikamāyo
303. mahāśanaḥ
304. adṛśyo
305. vyaktarūpaś
306. sahasrajid
307. anantajit
308. iṣṭo
309. viśiṣṭaḥ
310. śiṣṭeṣṭaḥ
311. śikhaṇḍī
312. nahuṣo
313. vṛṣaḥ
314. krodhahā
315. krodhakṛt kartā
316. viśvabāhur
317. mahīdharaḥ
318. acyutaḥ
319. prathitaḥ
320. prāṇaḥ
321. prāṇado
322. vāsavānujaḥ
323. apāṃ nidhir
324. adhiṣṭhānam
325. apramattaḥ
326. pratiṣṭhitaḥ
327. skandaḥ
328. skandadharo
329. dhuryo
330. varado
331. vāyuvāhanaḥ
332. vāsudevo
333. bṛhadbhānur
334. ādidevaḥ
335. puraṃdaraḥ
336. aśokas
337. tāraṇas
338. tāraḥ
339. śūraḥ
340. śaurir
341. janeśvaraḥ
342. anukūlaḥ
343. śatāvartaḥ
344. padmī
345. padmanibhekṣaṇaḥ
346. padmanābho
347. aravindākṣaḥ
348. padmagarbhaḥ
349. śarīrabhṛt
350. maharddhir
351. ṛddho
352. vṛddhātmā
353. mahākṣo
354. garuḍadhvajaḥ
355. atulaḥ
356. śarabho
357. bhīmaḥ
358. samayajño
359. havir hariḥ
360. sarvalakṣaṇalakṣaṇyo
361. lakṣmīvān
362. samitiṃjayaḥ
363. vikṣaro
364. rohito
365. mārgo
366. hetur
367. dāmodaraḥ
368. sahaḥ
369. mahīdharo
370. mahābhāgo
371. vegavān
372. amitāśanaḥ
373. udbhavaḥ
374. kṣobhaṇo
375. devaḥ
376. śrīgarbhaḥ
377. parameśvaraḥ
378. karaṇaṃ
379. kāraṇaṃ
380. kartā
381. vikartā
382. gahano
383. guhaḥ
384. vyavasāyo
385. vyavasthānaḥ
386. saṃsthānaḥ
387. sthānado
388. dhruvaḥ
389. pararddhiḥ
390. paramaḥ spaṣṭas
391. tuṣṭaḥ
392. puṣṭaḥ
393. śubhekṣaṇaḥ
394. rāmo
395. virāmo
396. virato
397. mārgo
398. neyo
399. nayo
400. anayaḥ
401. vīraḥ
402. śaktimatāṃ śreṣṭho
403. dharmo
404. dharmavid uttamaḥ
405. vaikuṇṭhaḥ
406. puruṣaḥ
407. prāṇaḥ
408. prāṇadaḥ
409. praṇavaḥ
410. pṛthuḥ
411. hiraṇyagarbhaḥ
412. śatrughno
413. vyāpto
414. vāyur
415. adhokṣajaḥ
416. ṛtuḥ
417. sudarśanaḥ
418. kālaḥ
419. parameṣṭhī
420. parigrahaḥ
421. ugraḥ
422. saṃvatsaro
423. dakṣo
424. viśrāmo
425. viśvadakṣiṇaḥ
426. vistāraḥ
427. sthāvaraḥ sthāṇuḥ
428. pramāṇaṃ
429. bījam avyayam
430. artho
431. anartho
432. mahākośo
433. mahābhogo
434. mahādhanaḥ
435. anirviṇṇaḥ
436. sthaviṣṭho
437. bhūr
438. dharmayūpo
439. mahāmakhaḥ
440. nakṣatranemir
441. nakṣatrī
442. kṣamaḥ
443. kṣāmaḥ
444. samīhanaḥ
445. yajña
446. ijyo
447. mahejyaś
448. kratuḥ
449. satraṃ
450. satāṃ gatiḥ
451. sarvadarśī
452. vimuktātmā
453. sarvajño
454. jñānam uttamam
455. suvrataḥ
456. sumukhaḥ
457. sūkṣmaḥ
458. sughoṣaḥ
459. sukhadaḥ
460. suhṛt
461. manoharo
462. jitakrodho
463. vīrabāhur
464. vidāraṇaḥ
465. svāpanaḥ
466. svavaśo
467. vyāpī
468. naikātmā
469. naikakarmakṛt
470. vatsaro
471. vatsalo
472. vatsī
473. ratnagarbho
474. dhaneśvaraḥ
475. dharmagub
476. dharmakṛd
477. dharmī
478. sad
479. asat
480. kṣaram
481. akṣaram
482. avijñātā
483. sahasrāṃśur
484. vidhātā
485. kṛtalakṣaṇaḥ
486. gabhastinemiḥ
487. sattvasthaḥ
488. siṃho
489. bhūtamaheśvaraḥ
490. ādidevo
491. mahādevo
492. deveśo
493. devabhṛd guruḥ
494. uttaro
495. gopatir
496. goptā
497. jñānagamyaḥ
498. purātanaḥ
499. śarīrabhūtabhṛd
500. bhoktā
501. kapīndro
502. bhūridakṣiṇaḥ
503. somapo
504. amṛtapaḥ
505. somaḥ
506. purujit
507. purusattamaḥ
508. vinayo
509. jayaḥ
510. satyasaṃdho
511. dāśārhaḥ
512. sātvatāṃ patiḥ
513. jīvo
514. vinayitā sākṣī
515. mukundo
516. amitavikramaḥ
517. ambhonidhir
518. anantātmā
519. mahodadhiśayo
520. antakaḥ
521. ajo
522. mahārhaḥ
523. svābhāvyo
524. jitāmitraḥ
525. pramodanaḥ
526. ānando
527. nandano
528. nandaḥ
529. satyadharmā
530. trivikramaḥ
531. maharṣiḥ kapilācāryaḥ
532. kṛtajño
533. medinīpatiḥ
534. tripadas
535. tridaśādhyakṣo
536. mahāśṛṅgaḥ
537. kṛtāntakṛt
538. mahāvarāho
539. govindaḥ
540. suṣeṇaḥ
541. kanakāṅgadī
542. guhyo
543. gabhīro
544. gahano
545. guptaś
546. cakragadādharaḥ
547. vedhāḥ
548. svāṅgo
549. ajitaḥ
550. kṛṣṇo
551. dṛḍhaḥ
552. saṃkarṣaṇo 'cyutaḥ
553. varuṇo
554. vāruṇo
555. vṛkṣaḥ
556. puṣkarākṣo
557. mahāmanāḥ
558. bhagavān
559. bhagahā
560. nandī
561. vanamālī
562. halāyudhaḥ
563. ādityo
564. jyotir ādityaḥ
565. sahiṣṇur
566. gatisattamaḥ
567. sudhanvā
568. khaṇḍaparaśur
569. dāruṇo
570. draviṇapradaḥ
571. divaḥspṛk
572. sarvadṛg vyāso
573. vācaspatir ayonijaḥ
574. trisāmā
575. sāmagaḥ
576. sāma
577. nirvāṇaṃ
578. bheṣajaṃ
579. bhiṣak
580. saṃnyāsakṛc
581. chamaḥ
582. śānto
583. niṣṭhā
584. śāntiḥ
585. parāyaṇam
586. śubhāṅgaḥ
587. śāntidaḥ
588. sraṣṭā
589. kumudaḥ
590. kuvaleśayaḥ
591. gohito
592. gopatir
593. goptā
594. vṛṣabhākṣo
595. vṛṣapriyaḥ
596. anivartī
597. nivṛttātmā
598. saṃkṣeptā
599. kṣemakṛc
600. chivaḥ
601. śrīvatsavakṣāḥ
602. śrīvāsaḥ
603. śrīpatiḥ
604. śrīmatāṃ varaḥ
605. śrīdaḥ
606. śrīśaḥ
607. śrīnivāsaḥ
608. śrīnidhiḥ
609. śrīvibhāvanaḥ
610. śrīdharaḥ
611. śrīkaraḥ
612. śreyaḥ
613. śrīmāṃl
614. lokatrayāśrayaḥ
615. svakṣaḥ
616. svaṅgaḥ
617. śatānando
618. nandir
619. jyotir gaṇeśvaraḥ
620. vijitātmā
621. vidheyātmā
622. satkīrtiś
623. chinnasaṃśayaḥ
624. udīrṇaḥ
625. sarvataścakṣur
626. anīśaḥ
627. śāśvataḥ sthiraḥ
628. bhūśayo
629. bhūṣaṇo
630. bhūtir
631. viśokaḥ
632. śokanāśanaḥ
633. arciṣmān
634. arcitaḥ
635. kumbho
636. viśuddhātmā
637. viśodhanaḥ
638. aniruddho
639. apratirathaḥ
640. pradyumno
641. amitavikramaḥ
642. kālaneminihā
643. vīraḥ
644. śūraḥ
645. śaurir janeśvaraḥ
646. trilokātmā
647. trilokeśaḥ
648. keśavaḥ
649. keśihā
650. hariḥ
651. kāmadevaḥ
652. kāmapālaḥ
653. kāmī
654. kāntaḥ
655. kṛtāgamaḥ
656. anirdeśyavapur
657. viṣṇur
658. vīro
659. ananto
660. dhanaṃjayaḥ
661. brahmaṇyo
662. brahmakṛd
663. brahmā
664. brahma
665. brahmavivardhanaḥ
666. brahmavid
667. brāhmaṇo
668. brahmī
669. brahmajño
670. brāhmaṇapriyaḥ
671. mahākramo
672. mahākarmā
673. mahātejā
674. mahoragaḥ
675. mahākratur
676. mahāyajvā
677. mahāyajño
678. mahāhaviḥ
679. stavyaḥ
680. stavapriyaḥ
681. stotraṃ
682. stutiḥ
683. stotā
684. raṇapriyaḥ
685. pūrṇaḥ
686. pūrayitā
687. puṇyaḥ
688. puṇyakīrtir
689. anāmayaḥ
690. manojavas
691. tīrthakaro
692. vasuretā
693. vasupradaḥ
694. vasuprado
695. vāsudevo
696. vasur
697. vasumanā
698. haviḥ
699. sadgatiḥ
700. satkṛtiḥ
701. sattā
702. sadbhūtiḥ
703. satparāyaṇaḥ
704. śūraseno
705. yaduśreṣṭhaḥ
706. sannivāsaḥ
707. suyāmunaḥ
708. bhūtāvāso
709. vāsudevo
710. sarvāsunilayo
711. analaḥ
712. darpahā
713. darpado
714. dṛpto
715. durdharo
716. athāparājitaḥ
717. viśvamūrtir
718. mahāmūrtir
719. dīptamūrtir
720. amūrtimān
721. anekamūrtir
722. avyaktaḥ
723. śatamūrtiḥ
724. śatānanaḥ
725. eko
726. naikaḥ
727. savaḥ
728. kaḥ
729. kiṃ
730. yat
731. tat
732. padam anuttamam
733. lokabandhur
734. lokanātho
735. mādhavo
736. bhaktavatsalaḥ
737. suvarṇavarṇo
738. hemāṅgo
739. varāṅgaś
740. candanāṅgadī
741. vīrahā
742. viṣamaḥ
743. śūnyo
744. ghṛtāśīr
745. acalaś
746. calaḥ
747. amānī
748. mānado
749. mānyo
750. lokasvāmī
751. trilokadhṛk
752. sumedhā
753. medhajo
754. dhanyaḥ
755. satyamedhā
756. dharādharaḥ
757. tejo vṛṣo
758. dyutidharaḥ
759. sarvaśastrabhṛtāṃ varaḥ
760. pragraho
761. nigraho
762. avyagro
763. naikaśṛṅgo
764. gadāgrajaḥ
765. caturmūrtiś
766. caturbāhuś
767. caturvyūhaś
768. caturgatiḥ
769. caturātmā
770. caturbhāvaś
771. caturvedavid
772. ekapāt
773. samāvarto
774. nivṛttātmā
775. durjayo
776. duratikramaḥ
777. durlabho
778. durgamo
779. durgo
780. durāvāso
781. durārihā
782. śubhāṅgo
783. lokasāraṅgaḥ
784. sutantus
785. tantuvardhanaḥ
786. indrakarmā
787. mahākarmā
788. kṛtakarmā
789. kṛtāgamaḥ
790. udbhavaḥ
791. sundaraḥ
792. sundo
793. ratnanābhaḥ
794. sulocanaḥ
795. arko
796. vājasanaḥ
797. śṛṅgī
798. jayantaḥ
799. sarvavij jayī
800. suvarṇabindur
801. akṣobhyaḥ
802. sarvavāg īśvareśvaraḥ
803. mahāhrado
804. mahāgarto
805. mahābhūto
806. mahānidhiḥ
807. kumudaḥ
808. kuṃdaraḥ
809. kundaḥ
810. parjanyaḥ
811. pavano
812. anilaḥ
813. amṛtāṃśo
814. amṛtavapuḥ
815. sarvajñaḥ
816. sarvatomukhaḥ
817. sulabhaḥ
818. suvrataḥ
819. siddhaḥ
820. śatrujic
821. chatrutāpanaḥ
822. nyagrodho
823. udumbaro
824. aśvatthaś
825. cāṇūrāndhraniṣūdanaḥ
826. sahasrārciḥ
827. saptajihvaḥ
828. saptaidhāḥ
829. saptavāhanaḥ
830. amūrtir
831. anagho
832. acintyo
833. bhayakṛd
834. bhayanāśanaḥ
835. aṇur
836. bṛhat
837. kṛśaḥ
838. sthūlo
839. guṇabhṛn
840. nirguṇo
841. mahān
842. adhṛtaḥ
843. svadhṛtaḥ
844. svāsyaḥ
845. prāgvaṃśo
846. vaṃśavardhanaḥ
847. bhārabhṛt
848. kathito
849. yogī
850. yogīśaḥ
851. sarvakāmadaḥ
852. āśramaḥ
853. śramaṇaḥ
854. kṣāmaḥ
855. suparṇo
856. vāyuvāhanaḥ
857. dhanurdharo
858. dhanurvedo
859. daṇḍo
860. damayitā
861. damaḥ
862. aparājitaḥ
863. sarvasaho
864. niyantā
865. niyamo
866. yamaḥ
867. sattvavān
868. sāttvikaḥ
869. satyaḥ
870. satyadharmaparāyaṇaḥ
871. abhiprāyaḥ
872. priyārho
873. arhaḥ
874. priyakṛt
875. prītivardhanaḥ
876. vihāyasagatir
877. jyotiḥ
878. surucir
879. hutabhug
880. vibhuḥ
881. ravir
882. virocanaḥ
883. sūryaḥ
884. savitā
885. ravilocanaḥ
886. ananto
887. hutabhug
888. bhoktā
889. sukhado
890. naikado
891. agrajaḥ
892. anirviṇṇaḥ
893. sadāmarṣī
894. lokādhiṣṭhānam
895. adbhutam
896. sanāt
897. sanātanatamaḥ
898. kapilaḥ
899. kapir
900. avyayaḥ
901. svastidaḥ
902. svastikṛt
903. svasti
904. svastibhuk
905. svastidakṣiṇaḥ
906. araudraḥ
907. kuṇḍalī
908. cakrī
909. vikramy
910. ūrjitaśāsanaḥ
911. śabdātigaḥ
912. śabdasahaḥ
913. śiśiraḥ
914. śarvarīkaraḥ
915. akrūraḥ
916. peśalo
917. dakṣo
918. dakṣiṇaḥ
919. kṣamiṇāṃ varaḥ
920. vidvattamo
921. vītabhayaḥ
922. puṇyaśravaṇakīrtanaḥ
923. uttāraṇo
924. duṣkṛtihā
925. puṇyo
926. duḥsvapnanāśanaḥ
927. vīrahā
928. rakṣaṇaḥ
929. santo
930. jīvanaḥ
931. paryavasthitaḥ
932. anantarūpo
933. anantaśrīr
934. jitamanyur
935. bhayāpahaḥ
936. caturasro
937. gabhīrātmā
938. vidiśo
939. vyādiśo
940. diśaḥ
941. anādir
942. bhūr bhuvo
943. lakṣmīḥ
944. suvīro
945. rucirāṅgadaḥ
946. janano
947. janajanmādir
948. bhīmo
949. bhīmaparākramaḥ
950. ādhāranilayo
951. dhātā
952. puṣpahāsaḥ
953. prajāgaraḥ
954. ūrdhvagaḥ
955. satpathācāraḥ
956. prāṇadaḥ
957. praṇavaḥ
958. paṇaḥ
959. pramāṇaṃ
960. prāṇanilayaḥ
961. prāṇakṛt
962. prāṇajīvanaḥ
963. tattvaṃ
964. tattvavid
965. ekātmā
966. janmamṛtyujarātigaḥ
967. bhūr bhuvaḥ svas tarus
968. tāraḥ
969. savitā
970. prapitāmahaḥ
971. yajño
972. yajñapatir
973. yajvā
974. yajñāṅgo
975. yajñavāhanaḥ
976. yajñabhṛd
977. yajñakṛd
978. yajñī
979. yajñabhug
980. yajñasādhanaḥ
981. yajñāntakṛd
982. yajñaguhyam
983. annam
984. annāda
985. ātmayoniḥ
986. svayaṃjāto
987. vaikhānaḥ
988. sāmagāyanaḥ
989. devakīnandanaḥ
990. sraṣṭā
991. kṣitīśaḥ
992. pāpanāśanaḥ
993. śaṅkhabhṛn
994. nandakī
995. cakrī
996. śārṅgadhanvā
997. gadādharaḥ
998. rathāṅgapāṇir
999. akṣobhyaḥ
1000. sarvapraharaṇāyudhaḥ